# Helconidea planidorsum
Helconidea planidorsum är en stekelart som först beskrevs av Watanabe 1952.  Helconidea planidorsum ingår i släktet Helconidea och familjen bracksteklar. Inga underarter finns listade i Catalogue of Life.